# 圣母神慰朝圣所
圣母神慰朝圣所（Santuario della Consolata）是一座罗马天主教宗座圣殿和圣母朝圣地，位于意大利都灵的神慰街（Via Consolata）与卡罗·伊尼亚齐奥·朱利奥街（Via Carlo Ignazio Giulio）交汇处。

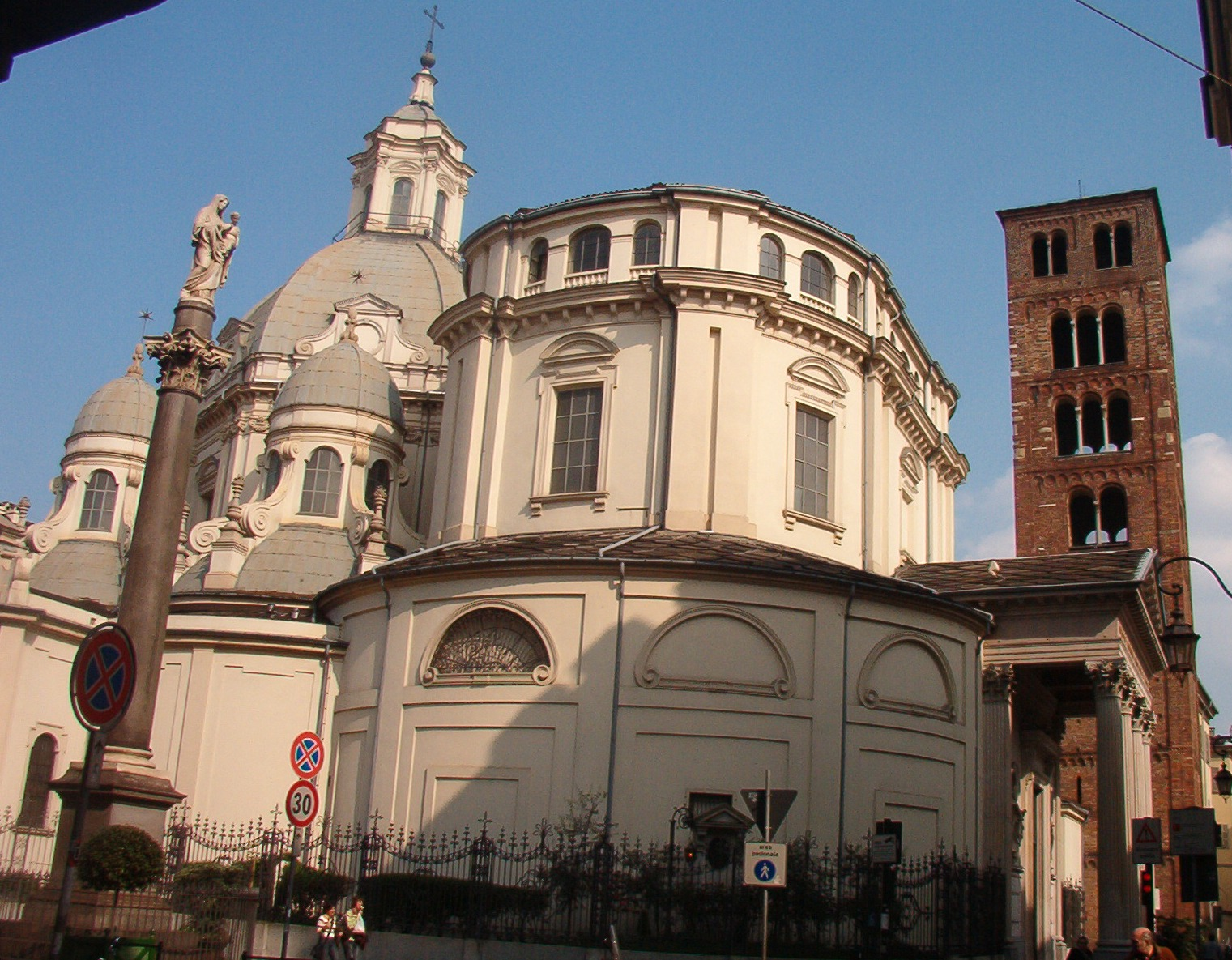

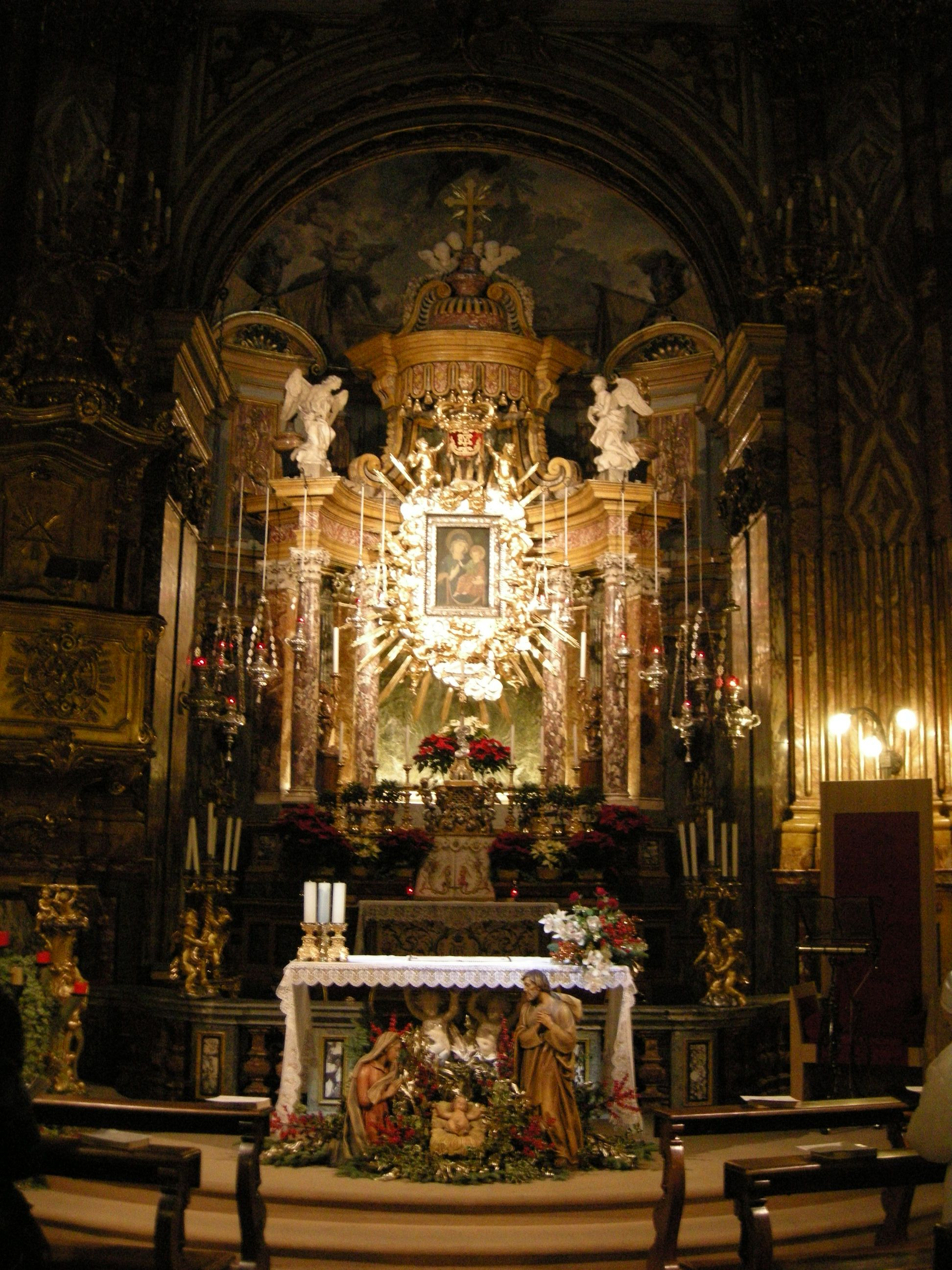

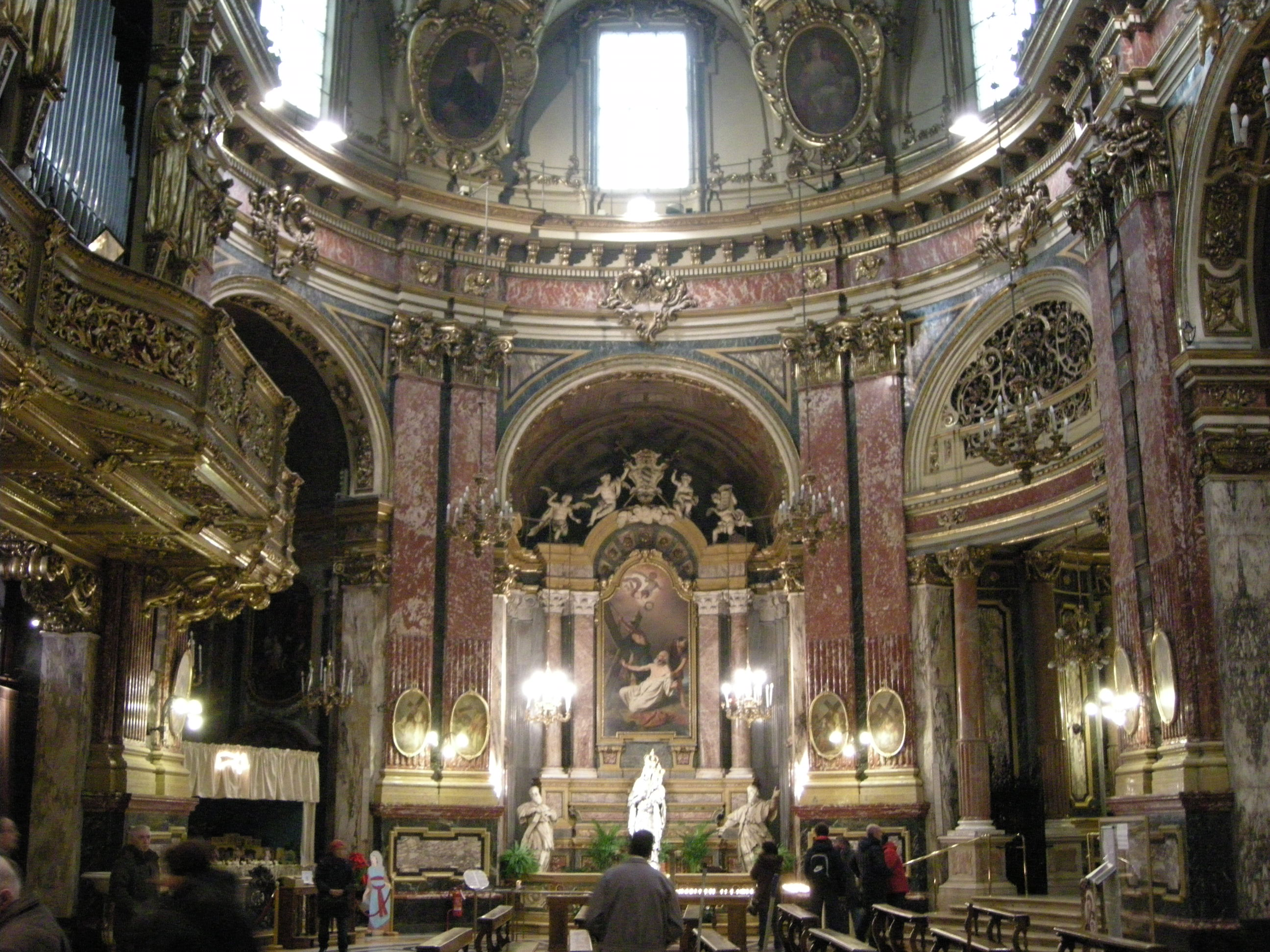

该堂的历史可追溯到公元5世纪。目前的教堂由建筑师瓜里诺·瓜里尼建于1678年。该堂是多种建筑风格的集合，包括一段古罗马城墙，罗曼式的钟楼，巴洛克（几乎是拜占庭式）圆顶，新古典主义的立面，内部为极其华丽的洛可可装饰，使用彩色大理石和所罗门柱。
每年6月20日，该堂圣母像会出街巡游。